# Uno-X Pro Cycling Team/Saison 2020
Dieser Artikel listet Erfolge und Fahrer des Radsportteams Uno-X Pro Cycling Team in der Saison 2020 auf.

## Siege
UCI Continental Circuits
| Datum          | Rennen                                                   | Kat. | Fahrer                 |
| -------------- | -------------------------------------------------------- | ---- | ---------------------- |
| 1. März        | International Rhodes Grand Prix                          | 1.2  | Erlend Blikra          |
| 7. März        | 2. Etappe International Tour of Rhodes                   | 2.2  | Erlend Blikra          |
| 4. September   | 2. Etappe Bałtyk-Karkonosze Tour                         | 2.2  | Frederik Madsen        |
| 4. September   | Hafjell TT                                               | 1.2  | Andreas Leknessund     |
| 5. September   | Lillehammer GP                                           | 1.2  | Andreas Leknessund     |
| 19. September  | 2. Etappe Tour of Małopolska                             | 2.2  | Jonas Abrahamsen       |
| 20. September  | 3. Etappe Tour of Małopolska                             | 2.2  | Torstein Træen         |
| 8. Oktober     | 1. Etappe Giro della Regione Friuli Venezia Giulia (MZF) | 2.2  | Uno-X Pro Cycling Team |
| 10. Oktober    | 3. Etappe Giro della Regione Friuli Venezia Giulia       | 2.2  | Andreas Leknessund     |
| 8.–11. Oktober | Gesamtwertung Giro della Regione Friuli Venezia Giulia   | 2.2  | Andreas Leknessund     |

Nationale Meisterschaften
| Datum         | Rennen                                          | Sieger             |
| ------------- | ----------------------------------------------- | ------------------ |
| 25. Juli      | Norwegische Meisterschaft – Einzelzeitfahren    | Andreas Leknessund |
| 12. September | Dänische Meisterschaft – Einzelzeitfahren (U23) | Julius Johansen    |
| 13. September | Dänische Meisterschaft – Straßenrennen (U23)    | Julius Johansen    |

## Mannschaft
| Teamkader 2020                           | Teamkader 2020     | Teamkader 2020 | Teamkader 2020                |
| Name                                     | Geburtsdatum       | Land           | Vorheriges Team               |
| ---------------------------------------- | ------------------ | -------------- | ----------------------------- |
| Jonas Abrahamsen                         | 20. September 1995 | Norwegen       | Ringeriks-Kraft (2016)        |
| Idar Andersen                            | 30. April 1999     | Norwegen       | Gauldal Sykleklubb (2017)     |
| Erlend Blikra                            | 11. Januar 1997    | Norwegen       | Team Coop (2019)              |
| Jacob Hindsgaul                          | 14. Juli 2000      | Dänemark       | ColoQuick (2019)              |
| Daniel Hoelgaard                         | 1. Juli 1993       | Norwegen       | Groupama-FDJ (2019)           |
| Markus Hoelgaard                         | 4. Oktober 1994    | Norwegen       | Joker Icopal (2018)           |
| Morten Hulgaard                          | 23. August 1998    | Dänemark       | ColoQuick (2019)              |
| Jonas Iversby Hvideberg                  | 9. Februar 1999    | Norwegen       |                               |
| Julius Johansen                          | 13. September 1999 | Dänemark       | ColoQuick (2019)              |
| Kristian Kulset                          | 1. Oktober 1995    | Norwegen       | Ringeriks-Kraft (2016)        |
| Sindre Kulset                            | 7. August 1998     | Norwegen       | Ringerike Sykkelklubb (2017)  |
| Niklas Larsen                            | 22. März 1997      | Dänemark       | ColoQuick (2019)              |
| Andreas Leknessund                       | 21. Mai 1999       | Norwegen       | Ringerike Sykkelklubb (2018)  |
| Erik Nordsæter Resell                    | 28. September 1996 | Norwegen       | Lillehammer Cykleklubb (2016) |
| Frederik Madsen                          | 22. Januar 1998    | Dänemark       | ColoQuick (2019)              |
| Lars Saugstad                            | 28. Mai 1997       | Norwegen       |                               |
| Iver Skaarseth                           | 15. März 1998      | Norwegen       | Lillehammer Cykleklubb (2017) |
| Anders Skaarseth                         | 7. Mai 1995        | Norwegen       | Joker Icopal (2017)           |
| Torjus Sleen                             | 30. März 1997      | Norwegen       | Lillehammer Cykleklubb (2016) |
| Torstein Træen                           | 16. Juli 1995      | Norwegen       | Ringeriks-Kraft (2016)        |
| Martin Bugge Urianstad                   | 6. Februar 1999    | Norwegen       | Stavanger Sykleklubb (2018)   |
| Syver Wærsted                            | 8. August 1996     | Norwegen       | Ringeriks-Kraft (2016)        |
| Johan Price-Pejtersen (1. Aug.–31. Dez.) | 26. Mai 1999       | Dänemark       | ColoQuick (2020)              |
|                                          |                    |                |                               |
| Quelle: ProCyclingStats                  |                    |                |                               |